# Laura Spinadel

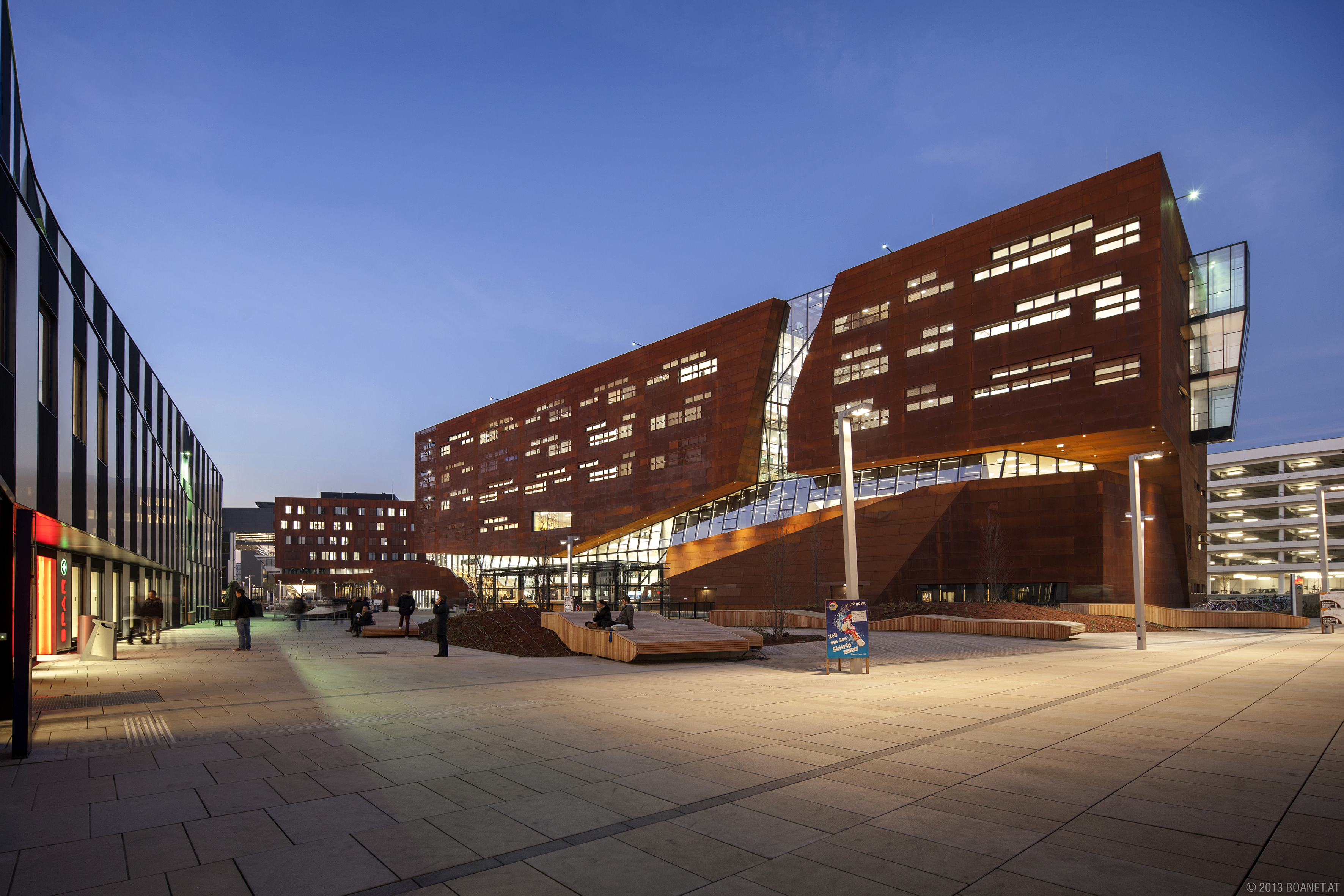
BOAnet D1TC BUSarchitektur Campus WU

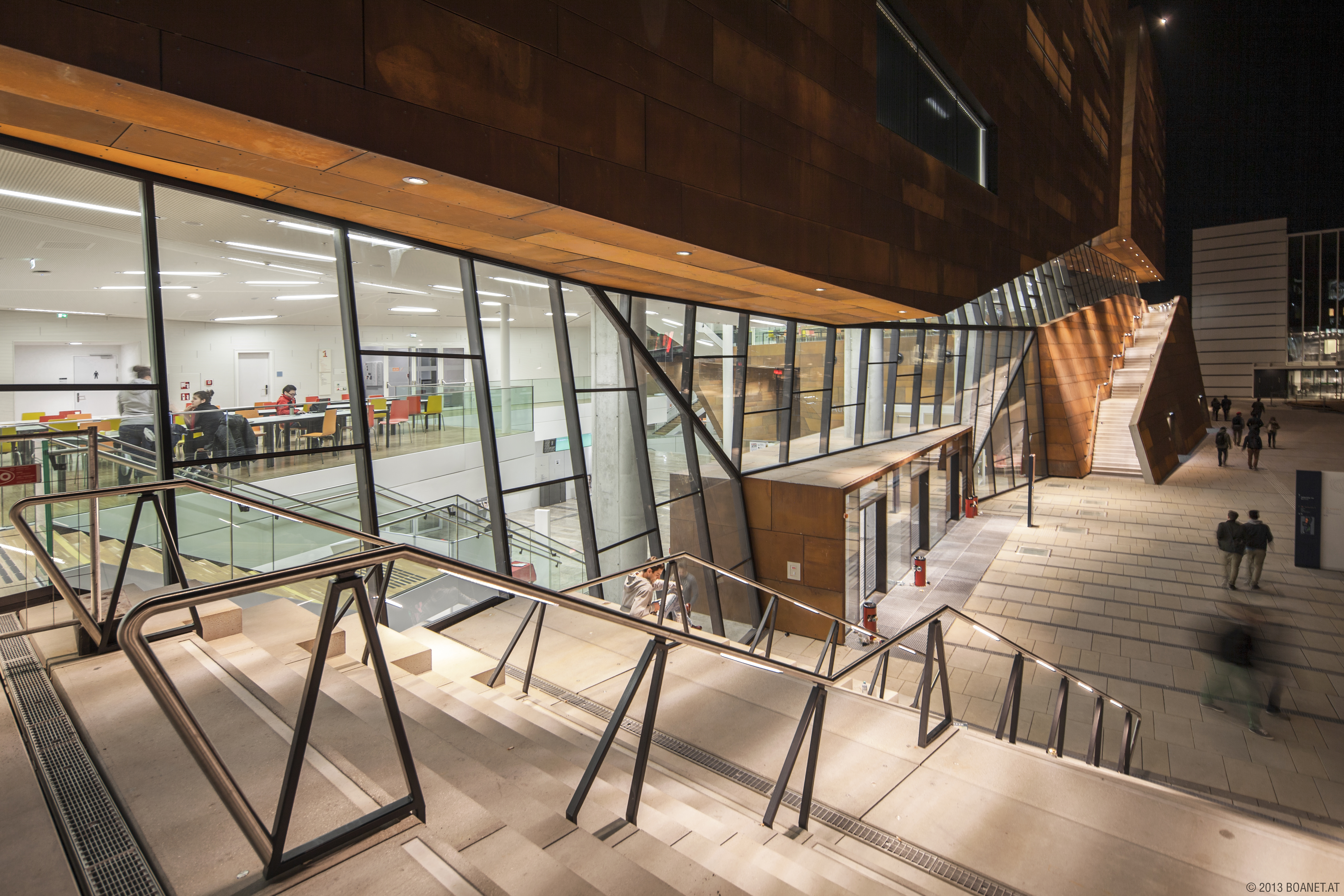
BOAnet Teaching Center Campus WU by BUSarchitektur

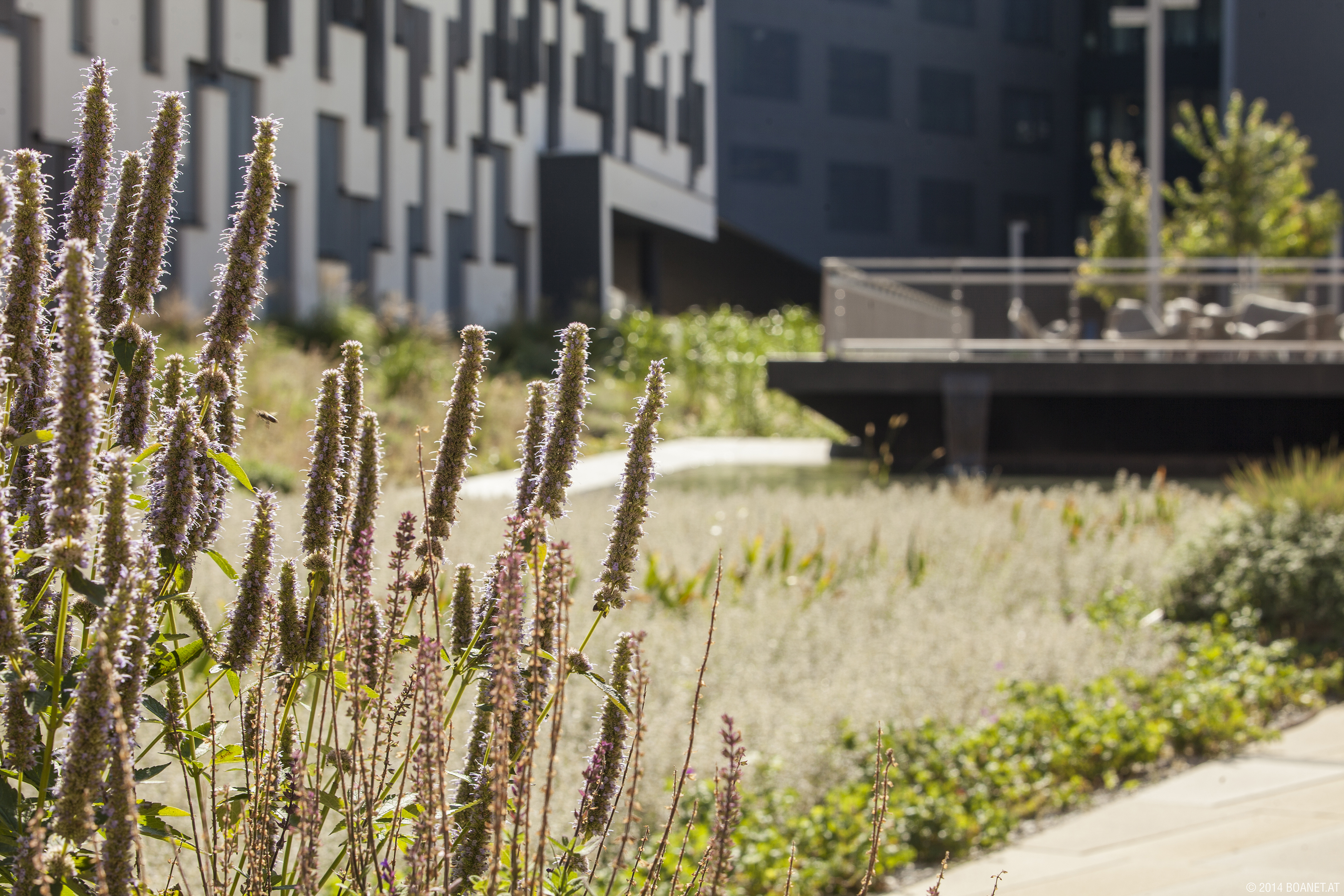
BOAnet Landscape BUSarchitektur Campus WU

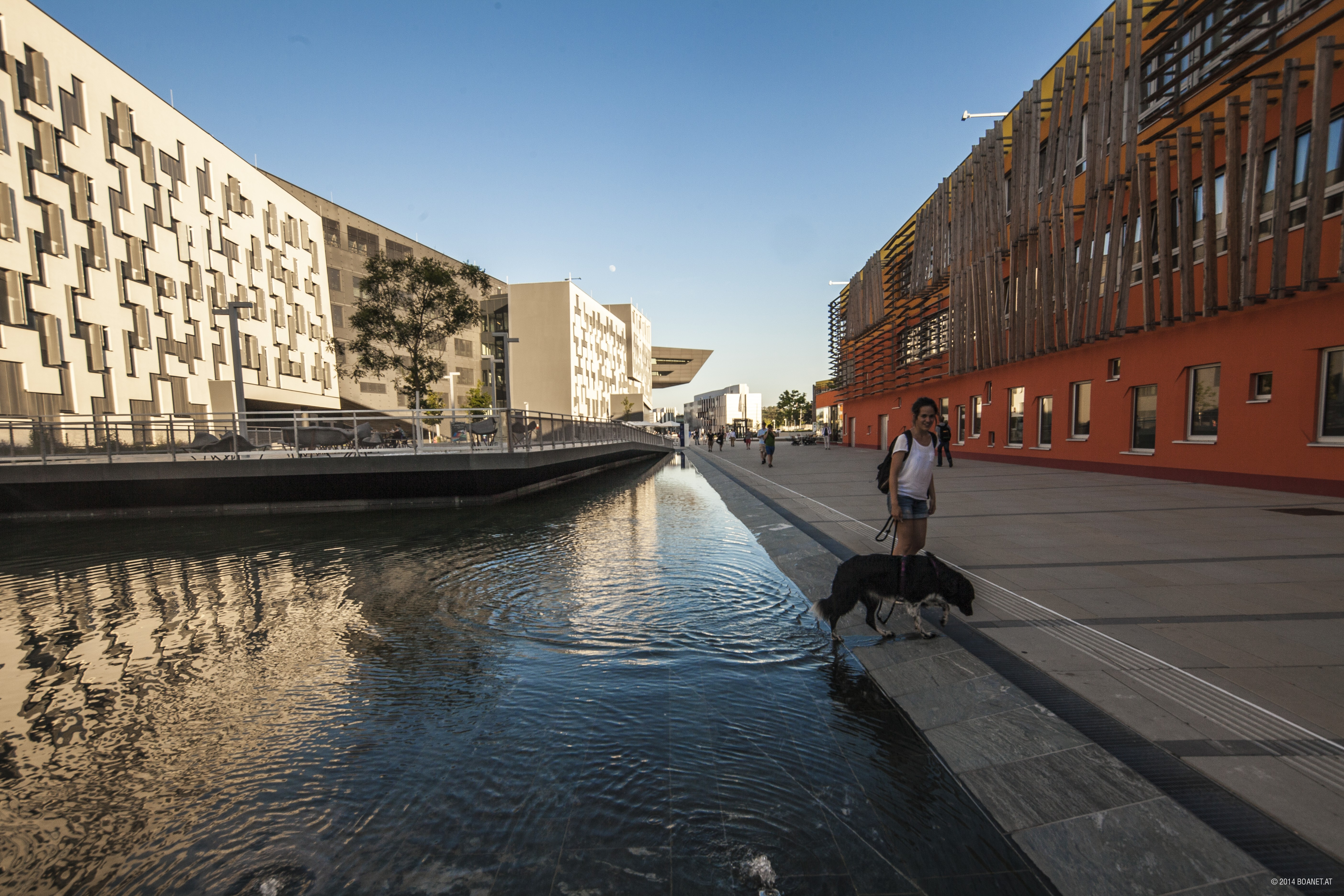
BOAnet Landscape Campus WU by BUSarchitektur

Laura Patricia Spinadel (Buenos Aires, 1958) es una arquitecta argentina que vive en Viena desde hace más de 20 años. Premiada internacionalmente, es titular del estudio BUSarchitektur y autora del plan maestro del Campus WU de la Universidad de Economía de Viena.

## Trayectoria
Es hija de la matemática Vera Winitzky y del ingeniero Erico Spinadel. Se graduó como arquitecta con medalla de oro en la Universidad de Buenos Aires en 1982 y ha destacado en la profesión desde entonces. Su primera incursión profesional fue formar parte del equipo urbano del International Building Exhibition Berlin 1983-1984. Ha sido Directora de Relaciones Internacionales y Cooperaciones de la FADU entre los años 1986 y 1991 y profesora de Estrategias Urbanas, en la misma facultad entre 1986 y 1990.
En el año 1986 fundó con el arquitecto Claudio J. Blazica BUSarchitektur, estudio de arquitectura que siguió dirigiendo en solitario luego del fallecimiento de su socio y compañero en el 2002. En 2004 fundó BOA büro für offensive aleatorik conjuntamente con Hubert Marz, un taller de investigación y experimentación en comunicación visual y multimedia. En 2008 integró a sus dos jóvenes socios Bernd Pflüger y Jean Pierre Bolívar a BUSarchitektur.

## Premios
Ha sido galardonada en 2015 con el Premio de Arquitectura de la Ciudad de Viena por su trayectoria profesional. Ese mismo año recibió también el doctorado académico honoris causa de la Transacademia-Instituto Universal de las Naciones.
En 2014 recibió el Anillo de Honor de Oro de la Universidad de Economía de Viena por el plan maestro del Campus WU. Por esta obra fue nominada al Premio Mies van der Rohe 2015, se adjudicó el Premio CICA del Comité Internacional de Críticos de la Arquitectura en el rubro Urbanismo y ganó el Premio Ernst A. Plischke. En el año 2014 fue nominada por la Ciudad de Viena para el J.C. Nichols Prize for Visionaries in Urban Development.
Su obra Compact City fue nominada en el año 2004 para Premio Nacional de Arquitectura en el Rubro Industria y Comercio y galardonada con el Premio Internacional de Urbanismo Otto Wagner AZW / PSK en 1998.
Su proyecto Masterplan para el Barrio de Mataderos en Buenos Aires fue distinguido con el Premio para el Fomento de las Tendencias Experimentales en la Arquitectura del Ministerio de Cultura de Austria en 1989.

## Su obra
Entre sus numerosos proyectos resulta especialmente interesante el de Compact City (1995-2002), originalmente denominada HomeworkersXXI por su aportación a la reflexión de la densidad y la mezcla de funciones necesarias para construir ciudades. Se trata de un valioso caso de superposición y mezcla de usos en una manzana plurifuncional, con viviendas, comercios, talleres, oficinas, un supermercado y sus almacenes, restaurantes, aparcamientos y equipamientos como una guardería. Con un laborioso proceso de proyecto y gestión ha conseguido realizar una manzana urbana, en la cual se superponen distintos usos configurando un sistema de espacios públicos, accesos, marquesinas y pasarelas. De esta manera, genera una diversidad y complejidad necesaria por su localización periférica lejana del centro de la ciudad, y evita la reproducción de barrios monofuncionales. Estos mismos conceptos son explorados en el Conjunto Hoffmann geht spazieren (2002).
Laura P. Spinadel practica una arquitectura marcada por la aproximación holística que cada vez se hace más presente en las obras. Ésta concepción holística de proyectos en diálogo está presente en una obra emblemática en su trayectoria el Campus WU (Campus de la Universidad de Economía de Viena, 2008-2015) en que después de ganar por concurso con su propuesta de Master Plan, realizó el proyecto del edificio de estudiantes y centro de auditorios, así como el paisajismo y el estacionamiento.